# Сёдерберг, Анна
Анна Тереза Сёдерберг (швед. Anna Therese Söderberg; род. 11 июня 1973) — шведская легкоатлетка, специализирующаяся в метании диска. Участница трёх Олимпийских игр, участница чемпионатов мира и Европы, бронзовый призёр Всемирного легкоатлетического финала 2006 года.

## Карьера
На чемпионате мира 2003 года в Париже Анна Сёдерберг заняла одиннадцатое место. Такой же результат шведская метательница показывала на чемпионатах мира 1997 и 2005 годов.
Анна Сёдерберг участвовала на трёх Олимпийских играх в 2000, 2004 и 2008 годах и ни разу не вышла в финал. В квалификации в Сиднее она заняла 24-е место с результатом 56,11 м, в Афинах в 2004 году — 35-е с результатом 55,49 м и в Пекине 31-е место с броском на 55,28 м. Также неудачные квалификации для шведки случились на чемпионатах мира 2007 в Осаке и 2009 года в Берлине (58,65 м и 57,92 м, соответственно), а также на чемпионате Европы 2002 года.
На чемпионате Европы 2006 года в Гётеборге и чемпионате Европы 2010 в Барселоне, где она вышла в финал, Анна Сёдерберг заняла, соответственно, десятое (59,60 м) и одиннадцатое места (55,60 м). Она также участвовала в трех финалах Мировой серии ИААФ. В 2006 году она стала третьей с результатом 61,50 м, в 2007 седьмой с результатом 57,54 м и в 2008 пятой c результатом 57,40 м.
С 1993 по 2010 Анна Сёдерберг участвовала побеждала на всех чемпионатах Швеции (восемнадцать раз подряд).